# Каплиця «Несподівана Радість» (Київ)
Капли́ця «Несподівана Радість» (також «Неча́яна Ра́дість») — православна каплиця у Києві, біля будинку Київського релігійно-просвітницького товариства (вул. Велика Житомирська, 9), збудована близько 1903 року та зруйнована у 1930-ті роки.

## Історія
У 1901—1903 роках на вулиці Великій Житомирській звели будинок Київського релігійно-просвітницького товариства, в якому облаштували домову церкву Івана Златоуста. Приблизно тоді ж впритул до будинку за проєктом архітектора Євгена Єрмакова збудували невелику, окремо встановлену капличку. Це була невелика, цегляна споруда, збудована, як і Будинок товариства, у псевдоросійському стилі та увінчана високим шатровим куполом із цибулястою банькою; вхід до будівлі був облаштований прямо з вулиці Великої Житомирської. Головною святинею каплиці була копія ікони Божої Матері «Несподівана Радість», на честь якої каплиця й отримала свою назву. Опікувався каплицею причт домового храму Івана Златоуста.
У 1920-і роки каплиця була діючим храмом «обновленської» церкви.
На початку 1930-х років у будівлі колишнього релігійно-просвітницького товариства містився клуб робітників «Нарзв'язку», з 1932 року — Дім інженерно-технічних робітників, працівники якого подали до міської влади клопотання про закриття і знесення каплиці. У січні наступного, 1933 року облвиконком ухвалив рішення про знищення каплиці, яке було виконане найближчим часом.
У 1970-х роках до будинку Товариства з того боку, де стояла каплиця, прибудували новий семиповерховий корпус для наукових інститутів.